# Pfarrkirche Kramsach-Voldöpp

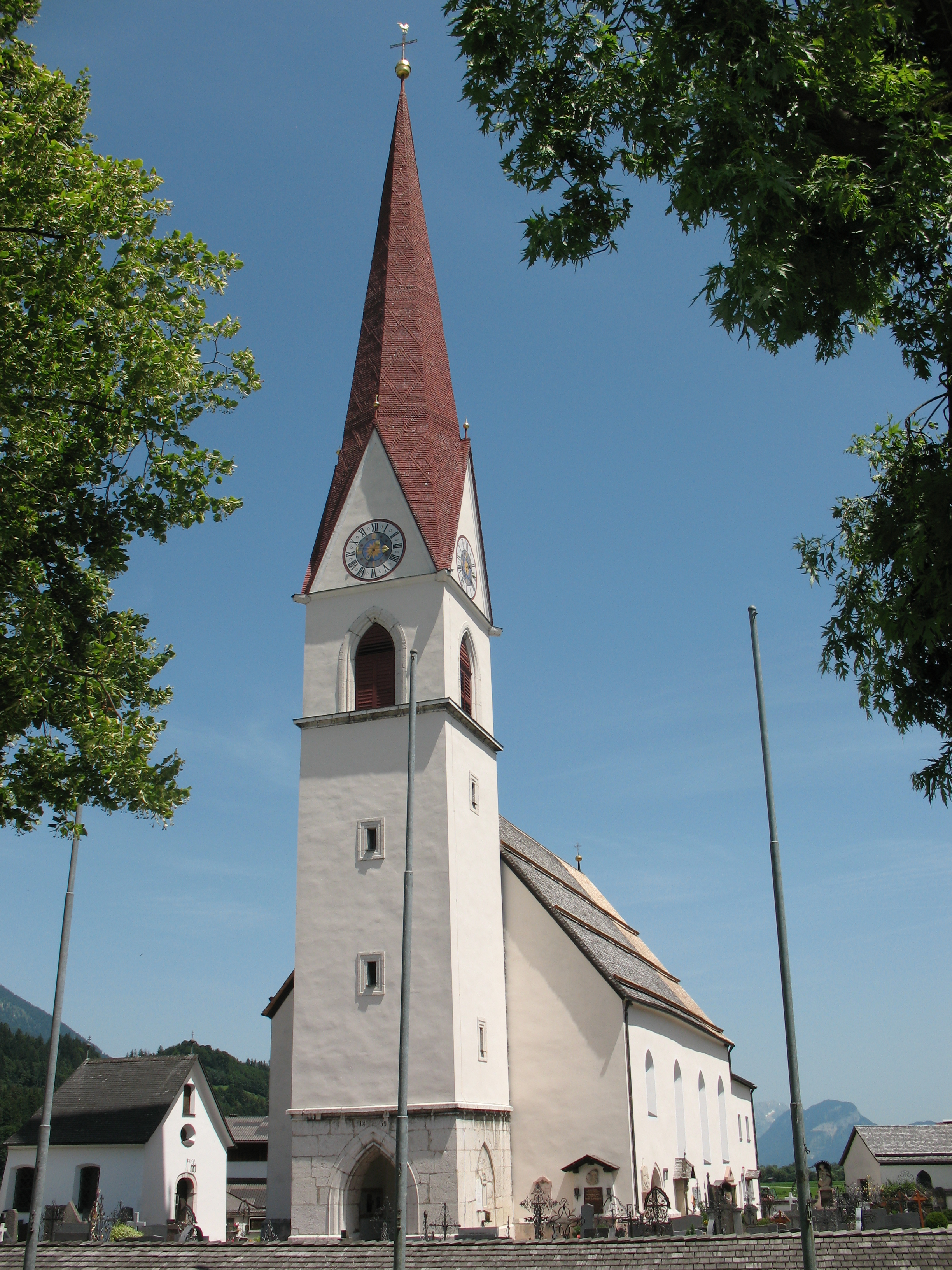
Pfarrkirche hl. Nikolaus

Die römisch-katholische Pfarrkirche Kramsach-Voldöpp, geweiht dem heiligen Nikolaus, befindet sich östlich des Zentrums von Voldöpp in der Gemeinde Kramsach auf 520 Meter Seehöhe. Es handelt sich um einen spätgotischen Bau. Sie gehörte ursprünglich zur Mutterpfarre Breitenbach am Inn und ist seit 1891 eigenständig. Die Pfarrkirche gehört zur Erzdiözese Salzburg und steht unter Denkmalschutz.

## Geschichte

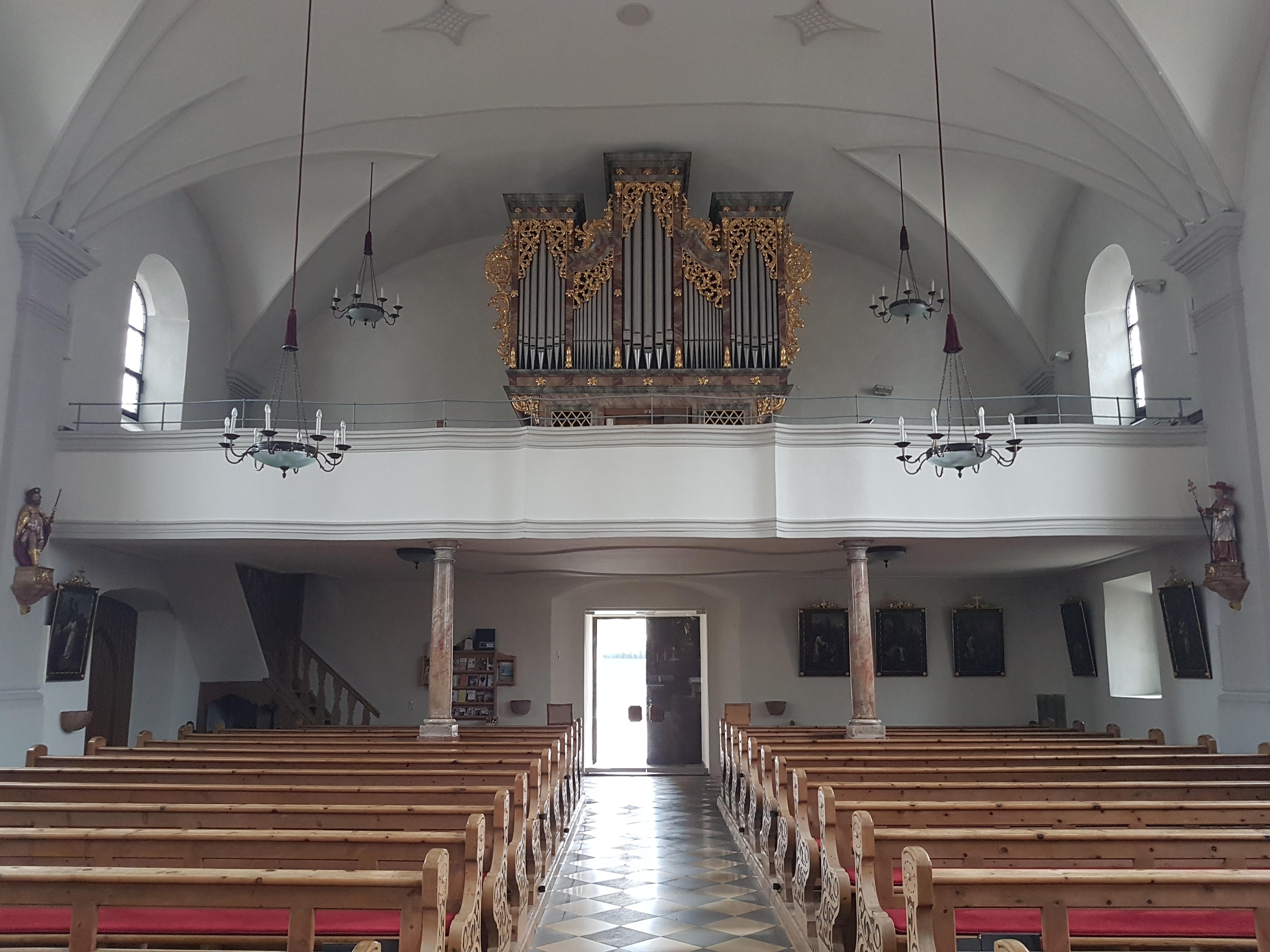
Innenraum, Blick zur Orgelempore

Die Kirche wird 1262 erstmals genannt. Eine spätere, im Kern spätgotische Kirche wurde am Anfang des 18. Jahrhunderts barockisiert. 1891 wurde sie zur Pfarre Voldöpp erhoben und 1961 in Pfarre Kramsach umbenannt. Renovierungen fanden im 19. Jahrhundert und 1954 statt.

## Architektur
Die Kirche ist außen schlicht gestaltet mit einem umlaufenden Sockel. Am Sockel ist ein Wappen der Bergknappen mit Schlägel und Eisen eingemeißelt. Die Fenster sind außen spitzbogig und innen gerundet. Ein spätgotisches Fenster an der Ostseite stammt aus der Zeit um 1480. Das Portal im Süden hat eine spitzbogige Laibung. Der ehemalige Nordturm wurde abgebrochen und 1859 ein gotisierender Westturm vorgestellt. Im Turmerdgeschoß ist die Vorhalle, im Glockengeschoß spitzbogige Schallöffnungen, darüber ein Giebelspitzhelm. Die zweigeschoßige Sakristei ist an der Chorsüdseite angebaut. Sie hat ein Portal mit der Jahreszahl 1715.
Das vierjochige mit Pilastern gegliederte Langhaus ist mit einer Flachtonne mit Stichkappen überwölbt. Hinter einem rundbogigen Triumphbogen schließt ein stark eingezogener einjochiger Chor mit 3/8-Schluss an. Der Chor ist im Kern gotisch mit einem Gewölbe über gotischen Wandpfeilern und Konsoldiensten. Die barocke Westempore steht auf Marmorsäulen und zeigt Stuck und Malereien im Medaillons einer Renovierung 1954.

## Ausstattung
Der Hochaltar aus dem ersten Viertel des 18. Jahrhunderts hat Opfergangsportale. Er trägt zentral die dem Bildhauer Jakob Mayr zugeschriebenen Figuren Nikolaus flankiert von Joachim und Anna. Der linke Seitenaltar um 1680 zeigt das Altarbild Mariahilf und unter einem Tabernakelbaldachin die Schmerzhafte Maria. Der rechte Seitenaltar trägt eine Statue Johannes Nepomuk um 1700.
Die Kanzel ist aus dem dritten Viertel des 18. Jahrhunderts. Es gibt eine Kreuzigungsgruppe aus dem Ende des 17. Jahrhunderts. Die volkstümlichen Stationsbilder entstanden um 1800.
Die Orgel bauten 1896 die Gebrüder Mauracher.

## Glocken
Im Spitzturm der Pfarrkirche hängt ein vierstimmiges Geläute von der Glockengießerei Grassmayr aus Innsbruck. Die Glocken erklingen in den Tönen dis1-fis1-gis1-h1.